# Nguyên Binh Khiêm
Pour les articles homonymes, voir Khiêm.
Nguyên Binh Khiêm (Nguyễn Bỉnh Khiêm) est un lettré vietnamien né en 1491 à Vinh Bao[réf. nécessaire], Haïphong (Viêt Nam) et mort en 1585 à Haïphong. 
Également appelé Trang Trinh (Trạng Trình), il est l'auteur d'un recueil de poésies en écriture nationale, abandonnant les caractères chinois, Bach vân âm thi tâp (Bạch Vân am thi tập), qui louent les charmes d'une vie contemplative. Véritable Nostradamus vietnamien,, ses prédictions lui ont valu un renom encore d'actualité.